# باز سینه‌سفید
باز سینه‌سفید (نام علمی: Accipiter chionogaster) باز کوچکی است که از جنوب مکزیک تا نیکاراگوئه  یافت می‌شود. اغلب آرایه‌شناسان، از جمله انجمن پرنده‌شناسی آمریکا ، معمولاً آن را زیرگونه‌ای از باز ساق‌تیز در نظر می‌گیرند، اما این رده‌بندی هنوز حل نشده است، زیرا برخی از مقامات، گونه جنوبی را به عنوان سه گونه مجزا در نظر می‌گیرند: باز سینه‌سفید، باز سینه‌ساده (نام علمی: A. ventralis)، و باز ران‌حنایی (نام علمی: A. erythronemius).

## پراکندگی
در ارتفاعات از جنوب مکزیک (چیاپاس و اوآخاکا)، از طریق هندوراس، گواتمالا و السالوادور، تا نیکاراگوئه یافت می‌شود. تا آنجا که شناخته شده است، ساکن است، اما ممکن است دارای برخی حرکات محلی باشد.

## زیستگاه
آنها بیشتر در زیستگاه‌های کاج و بلوط کاج یافت می‌شوند و به طور منظم از جنگل ابری پیرامون، جنگل‌های خشک استوایی و زمین‌های کشاورزی، عمدتا در ارتفاعات ۳۰۰–۳٬۰۰۰ متر (۹۸۰–۹٬۸۴۰ فوت) دیده می‌شوند.

## حفاظت
وضعیت باز سینه‌سفید به دلیل محدوده کم آن مشکل‌ساز است، اگرچه حداقل به صورت محلی نسبتاً فراوان است.